# Джон Нефф
Джон Нефф (англ. John B. Neff; нар. 19 вересня 1931, Воусон, Огайо, США — пом. 4 червня 2019) — один із сучасних інвесторів, створив концепцію, що базується на низькій вартості акцій відносно чистого прибутку.

## Ранні роки і освіта
У п'ятому класі торгував бейсбольними картками. У 18 років почав працювати в невеликій батьківській фірмі, яка продавала обладнання автодилерам, сервісним станціям і фермерам. Уже в цей час у нього виник інтерес до «нудним» компаніям, які ставали прибутковими завдяки відсутності привабливості для конкурентів.
З 1951 до 1953 року Джон Нефф служив у ВМФ США. У 1953—1955 роках навчався в коледжі, де його наставником був послідовник Бенджаміна Греехема. Закінчивши коледж, Нефф влаштувався аналітиком з цінних паперів в Клівлендського головне управління National City Bank, одночасно продовживши навчання в Університеті Кейс Вестерн резерв за спеціальністю фінанси і банківська справа. У 1963 році він перейшов на посаду аналітика з цінних паперів в Windsor Fund.
У 1995 році він вийшов на пенсію. Його автобіографічна книга «Джон Нефф про інвестування» була опублікована в 2001 році.

## Робота в Windsor Fund
У 1964 році в 33 роки Джон Нефф очолив Windsor Fund. 25 років фонд під його керівництвом отримував прибутковість вищу від ринкової. До приходу Неффа темп зростання фонду відставав від S&P 500 на 10 % (про порівняння дохідностей див. бенчмарк). Під керівництвом Джона Неффа (з 1964 по 1995 рік) середній річний зростання досягало 13,7 %, тоді як аналогічне зростання S&P Index становив 10,6 %. Загальна прибутковість Windsor Fund за період перевищила результат S&P 500 більш ніж в два рази — за цей період дохід на кожен вкладений долар склав 56 доларів.
Принципи інвестування
Свій стиль Джон Нефф характеризує словами: «покупка хороших компаній в хороших галузях за невисоку ціну». У той же час, його практична діяльність носила яскраві риси вартісного інвестування Бенджаміна Греехема.
- Пошук непопулярних акцій з низьким співвідношенням ціни до прибутку (PE ratio), хорошою дивідендної прибутковістю і зростанням чистого прибутку.
- Орієнтація на галузі і підприємства, відомі інвестору.
- Відношення загальної прибутковості до PE ratio має вдвічі перевищувати середній показник по ринку.
- Вивчається стратегія, якості менеджменту і фінансової стійкості компаній.
- Відмова від зайвої диверсифікації, короткострокових угод, інвестицій в динамічні галузі, з якими інвестор не знайомий.
- Відстежується зміна настроїв ринку.

Нефф зазвичай застосовував дві тактики:
- «Покупки на поганих новинах» після того, як котирування акцій неабияк «просідали»
- Йти «непрямим шляхом» у покупці активів популярних галузей.

## Визнання
Уортонська школа бізнесу назвала посаду професора фінансів на честь Джона Неффа (англ. The John B. Neff Professor of Finance).
Коледж бізнесу університету Толедо назвав на його честь факультет фінансів (англ. John B. and Lillian E. Neff Department of Finance).